# Carl Flohr
Carl Flohr (*  18. Februar oder 22. Februar 1850 in Harsum; † 30. März 1927 in Potsdam-Babelsberg; vollständiger Name: Wilhelm Hermann Carl Flohr) war ein deutscher Maschinenbau-Ingenieur und Unternehmer. Er gründete die Maschinenfabrik Carl Flohr, die in der ersten Hälfte des 20. Jahrhunderts zu den führenden Aufzugsherstellern in Deutschland gehörte. 

## Leben
Carl Flohr besuchte das Gymnasium und die Maschinenbauschule in Hildesheim. Danach studierte er von 1873 bis 1878 an der Berliner Gewerbeakademie Maschinenbau. Zunächst arbeitete er als Abnahme- und Prüfingenieur in verschiedenen Fabriken in Westfalen und im Rheinland. Bereits 1879 kehrte er jedoch nach Berlin zurück und erwarb dort in der Oranienburger Vorstadt die schon 1844 auf dem Grundstück Chausseestraße 35 entstandene Maschinenfabrik von Theodor Lissmann. Fortan firmierte er unter Maschinenfabrik Carl Flohr. Bereits 1888 expandierte er durch den Zukauf der Siegelschen Maschinenfabrik in Berlin. 1910 erwarb er ein weiteres Grundstück in Berlin-Wittenau und begann dort mit dem Bau von Kränen, die ausschließlich elektrisch angetrieben wurden, während andere Hersteller noch hauptsächlich mit Dampfkraft betriebene Kräne bauten.
Die von ihm gefertigten Maschinen und Anlagen hatten einen guten Ruf, so dass er auch bei wichtigen Projekten häufig zu Zuge kam. Für das Berliner Stadtschloss baute die Maschinenfabrik Carl Flohr 1898 einen Aufzug mit hydraulischen Antrieb, 1926 den Aufzug im Berliner Funkturm und 1938 die luxuriöse Aufzugsanlage im Kehlsteinhaus. Viele technische Weiterentwicklungen im Aufzugsbau gingen auf Flohr und sein Unternehmen zurück und flossen zum Teil in die technische Normung und in die gesetzlichen Bestimmungen ein.

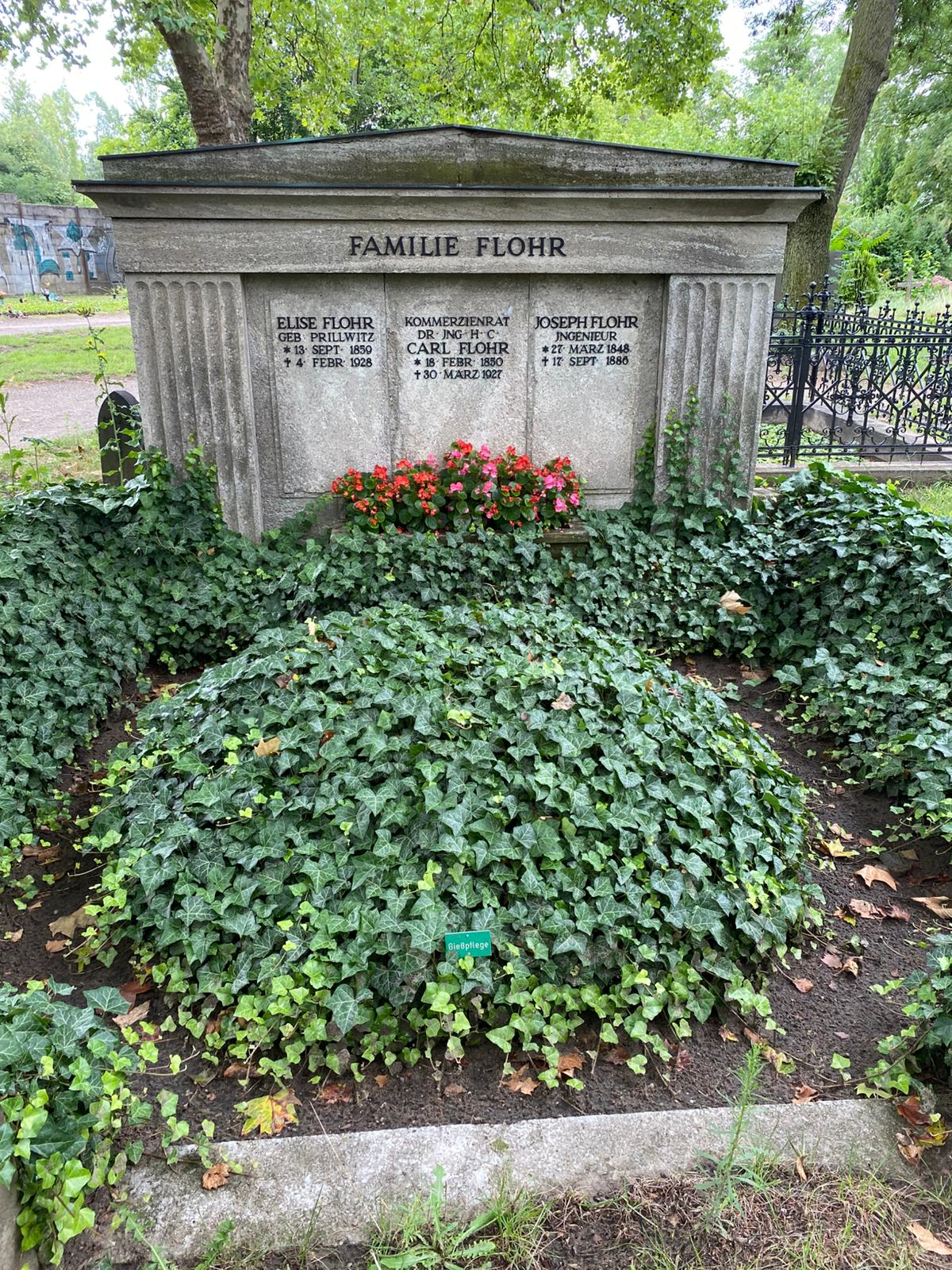
Grabstätte

Die Technische Hochschule Darmstadt verlieh Flohr für sein Lebenswerk die Ehrendoktorwürde (als Dr.-Ing. E. h.). Ebenso verlieh ihm das Königreich Preußen den Ehrentitel eines Kommerzienrats. Er wandelte sein Unternehmen 1921 in eine Aktiengesellschaft um. 
Während seines Studiums war Carl Flohr Mitglied des Akademischen Vereins Hütte. Dem Verein Deutscher Ingenieure (VDI) trat er 1882 bei. Zeitweise gehörte er dem Vorstand des Berliner Bezirksvereins des VDI und dem Vorstandsrat an.
Carl Flohr starb 1927 im Alter von 77 Jahren und wurde auf dem Berliner St.-Hedwigs-Friedhof beigesetzt.
Gegen eine Beteiligung der US-amerikanischen Otis Elevator Company an seinem Unternehmen hatte Flohr sich nach dem Ersten Weltkrieg nachdrücklich gewehrt, knapp ein Vierteljahrhundert nach seinem Tod kam es 1951 schließlich zu einer Übernahme durch diesen Konkurrenten. Fortan firmierte das Berliner Werk unter Flohr-OTIS, der Sitz wurde nach Berlin-Reinickendorf verlegt. Die im Ostteil Berlins gelegene Produktionsstätte wurde nach 1945 zum Volkseigenen Betrieb (VEB) umgewandelt und arbeitete als VEB Aufzugsbau unter staatlicher Regie weiter.